# 17 floréal
17 germinal 17 prairial
Le septidi 17 floréal, officiellement dénommé jour de la pimprenelle, est le 227e jour de l'année du calendrier républicain.
C'était généralement le 6e jour du mois de mai dans le calendrier grégorien.

## Événements
- An III : Combat de Bàscara, opposant les troupes françaises aux troupes espagnoles.